# I Am the Club Rocker
I Am the Club Rocker es el segundo álbum de estudio grabado por la cantante rumana Inna, lanzado el 19 de septiembre de 2011 por Roton como el sucesor de su primer álbum de 2009, Hot. El proceso completo de producción y escritura para el disco fue manejado por Play & Win, con Juan Magán proporcionando una producción adicional para la primera pista del álbum, "Un Momento". Inicialmente titulado como Powerless, el lanzamiento del álbum llevó a Inna a alentar a su base de fanes en todo el mundo a afirmarse como «Club Rockers». I Am the Club Rocker ha sido descrito como un disco europop, dance-pop, techno y house, con la voz de la cantante procesada con Auto-Tune. 
El álbum ha recibido reseñas generalmente variadas por parte de los críticos de música, elogiando la armonía de su material, pero también criticándolo por ser repetitivo. Comercialmente, I Am the Club Rocker tuvo éxito en países seleccionados, alcanzando el número ocho en México y en el top 30 en la República Checa, Bélgica y Francia. Fue certificado oro por la Sociedad Polaca de la Industria Fonográfica tras vender 10 000 copias en Polonia y también fue nombrado como uno de los mejores álbumes de 2011 por su sello Roton, junto con Wounded Rhymes (2011) de Lykke Li y Christmas (2011) de Michael Bublé. Fue nominado a Mejor Álbum en los Romanian Music Awards de 2012. 
Para promocionar I Am the Club Rocker, Inna lanzó cinco canciones del álbum como sencillos. Su primer sencillo, «Sun Is Up» (2010), alcanzó el top 10 en varias listas de países europeos y obtuvo certificaciones en Italia, Suiza y el Reino Unido. Los siguientes sencillos, «Club Rocker» (2011), «Un momento» (2011), «Endless» (2011) y «Wow» (2012), fueron moderadamente exitosos, con los últimos dos alcanzando el top 10 en Rumania. Para una mayor promoción del disco, Inna se embarcó en su gira I Am the Club Rocker Tour (2011–12).

## Antecedentes y composición
| «Es muy fácil trabajar con una artista como Inna, porque sentir su presencia en el estudio siempre es una fuente de inspiración para nosotros. Agradecemos a Dios por la inspiración y estamos seguros de que este es nuestro mejor disco hasta ahora. Esta vez venimos con nuevos elementos para mejorar el sonido, y el mensaje es una incitación para todos aquellos que se sienten jóvenes y aquellos que siempre están listos para la diversión. Nuestras expectativas son muy grandes y esperamos superarnos a nosotros mismos esta vez»——Play & Win durante una entrevista con Evenimentul Zilei. |

Inna anunció que el álbum fue terminado a finales de 2010, y se rumoreaba que su título sería Powerless. Con el lanzamiento del disco, Inna animó a su base de fanes a afirmarse como «Club Rockers». La cantante también describió a I Am the Club Rocker como el disco que «la describe mejor [a ella]». Todo el proceso de escritura y producción del álbum fue manejado por Play & Win en sus estudios ubicados en Bucarest y Constanza, Rumania, mientras que Juan Magán proporcionó producción adicional para la primera canción «Un Momento».
La portada del álbum fue creada durante una sesión fotográfica que sigue siendo la más cara que se haya desarrollado en Rumania, con un costo total de €15,000. Fue diseñada por Edward Aninaru en los estudios Media Pro Pictures en Buftea. Más de 50 modelos masculinos y femeninos se presentaron en el rodaje, que consistió en dos imágenes diferentes: una sin censura filtrada en Internet y la fotografía utilizada para comercializar el álbum. La portada retrata a Inna de pie en el centro de un fondo con modelos semidesnudos, vistiendo un traje rojo y negro, botas largas y un moño francés.
El álbum fue descrito como un disco europop, dance-pop, techno y house, con reminiscencias de ritmos baleares y sintetizadores caleidoscópicos. Las vocales de Inna fueron procesadas con Auto-Tune. I Am the Club Rocker fue influenciado por varios subgéneros, incluyendo flamenco (en «Un Momento» y «Endless») y house ítalo (en «No Limit» y «House Is Going On»). La revista alemana Laut notó el uso de teclados poco convencionales en algunas pistas, mientras que la agencia de noticias Teleschau describió la instrumentación del álbum como un «sintetizador pesado».

## Recepción y reconocimientos

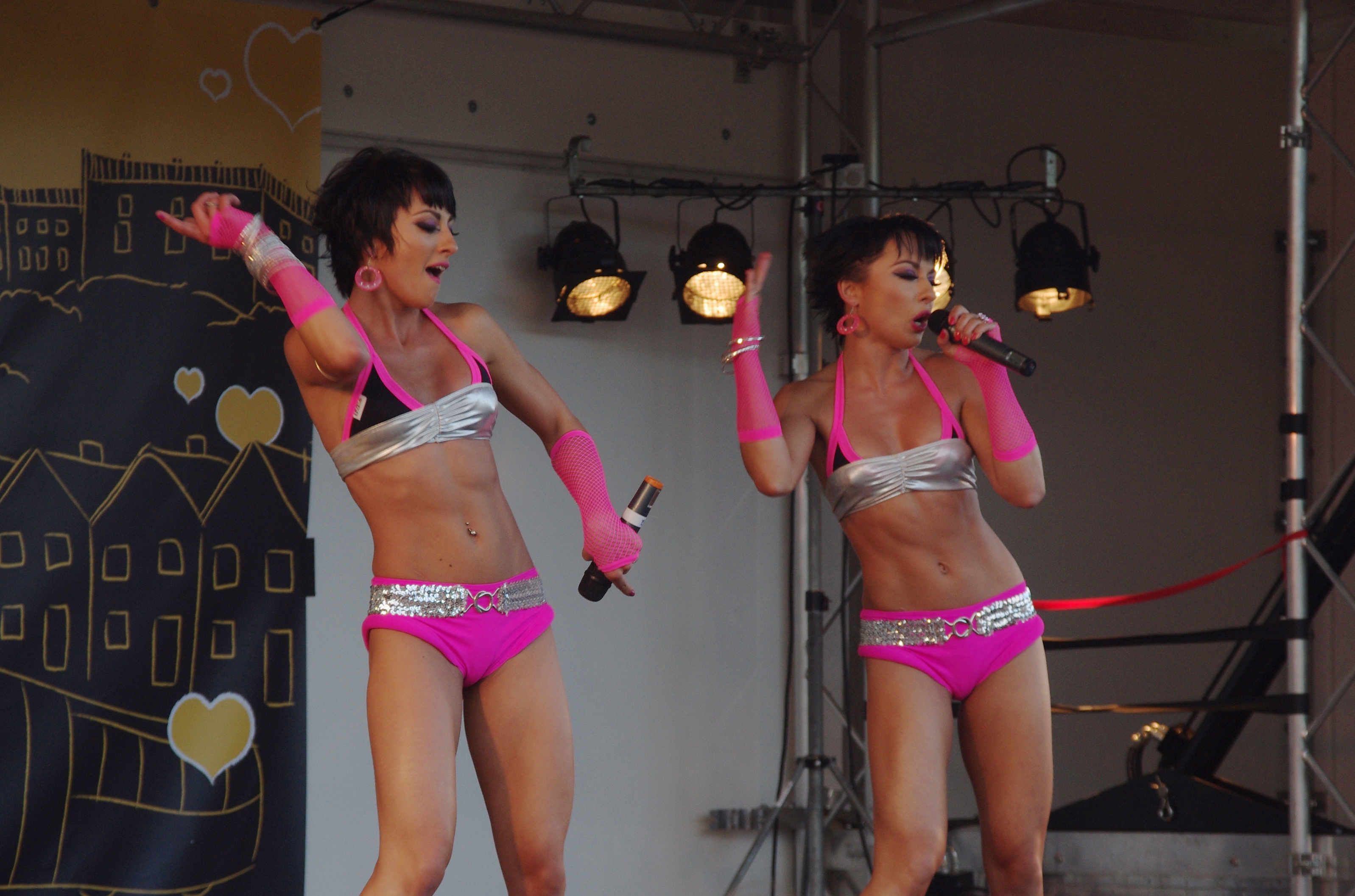
El crítico de AllMusic Jon O'Brien afirmó que I Am the Club Rocker había sido la primera gran contribución rumana a la industria de la música pop desde el trabajo de la banda femenina The Cheeky Girls (en la imagen).

Tras su lanzamiento, I Am the Club Rocker experimentó éxito comercial en México. Debutó en el puesto número 53 en el Top 100 México para el 26 de septiembre de 2011 y subió 45 posiciones al número ocho para la semana siguiente, superando a su álbum debut, Hot (2009), que alcanzó su punto máximo en el número 54 en marzo de 2011. En Polonia, I Am the Club Rocker recibió una certificación de oro por la Sociedad Polaca de la Industria Fonográfica (ZPAV) tras vender 10 000 copias en el país El disco también ingresó en el top 30 en Francia, alcanzando el número 23 con alrededor de 10 000 copias vendidas en la primera semana, y duró algunas otras semanas dentro del top 100. A partir de agosto de 2012, el disco había vendido 15.000 unidades en Francia. I Am the Club Rocker se convirtió en el primer álbum de Inna en ingresar en el top 50 en Japón, donde alcanzó su punto máximo en el número 45 y vendió 7.691 copias a partir de octubre de 2011.
Tras su lanzamiento, el álbum ha recibido reseñas variadas por parte de los críticos de música. La estación de radio alemana BB Radio elogió la forma «armoniosa y compatible» en que las canciones de Inna encajan en el disco. También aplaudió el «sonido de discoteca increíblemente bailable y optimista» y encontró que ella se mantuvo fiel a su estilo. Los elogios especiales se reservaron para «Endless», ya que la estación consideró la canción como una pista destacada en comparación con el otro material del álbum. Sin embargo, Kai Butterweck, quien escribió para la revista alemana Laut, le dio una reseña negativa al disco, comentando que «el esquema es el mismo en casi todas las canciones, el galope de los teclados fuera de ritmo primero se reúne con los ritmos sueltos de la innovación, antes de que el órgano vocal delgado de Inna se mueva los próximos tres o cuatro minutos en casi el mismo tono». Además, describió las rimas de las canciones como «improvisadas de un diccionario de alumnos de sexto grado». Anna Julia Höhr, de la agencia de noticias Teleschau, criticó el álbum de manera similar, diciendo que las canciones de la cantante suenan «del mismo modo» y evaluó el disco como «decepcionante». Jon O'Brien de AllMusic calificó a I Am the Club Rocker con dos estrellas y media de cinco, describiendo sus canciones como «pistas de Europop bañadas por el sol que parecen destinadas a salir en varios clubes desde las 18:30 hasta las 6 am, tambaleándome de vuelta al hotel». También criticó el uso del Auto-Tune en todo el disco y notó grandes similitudes entre la pista «Moon Girl» y «California Gurls» de Katy Perry (2010). O'Brien continuó diciendo que Inna «tendrá que cambiar el álbum rápidamente si quiere evitar el novedoso destino de la antigua exportación de pop más famosa de su país», afirmando que I Am the Club Rocker fue la primera gran contribución rumana a la industria de la música pop internacional después del trabajo de la banda de chicas The Cheeky Girls. En los Romanian Music Awards del 2012, el álbum fue nominado en la categoría «Mejor Álbum».

## Sencillos y promoción
«Sun Is Up» (2010) fue lanzado como el primer sencillo de I Am the Club Rocker logrando éxito comercial, alcanzando el número uno en Bulgaria, el número dos en Rumania y Francia, y el número tres en Suiza y Rusia. También recibió una certificación de oro tanto en Italia como en Suiza, y una de plata en el Reino Unido. El siguiente sencillo «Club Rocker» (2011), con la colaboración del rapero estadounidense Flo Rida, alcanzó el top 40 en Francia, República Checa y Eslovaquia. El cantante español Juan Magán estuvo presente en la canción «Un momento» (2011), que se lanzó como el tercer sencillo del álbum y alcanzó el top 10 en Turquía y Eslovaquia.
Ultra Records lanzó «Endless» (2012) como el cuarto sencillo. En su video musical, Inna interpretó a una mujer que sufría abusos verbales y físicos por parte de su pareja en relación con el Día Internacional de la Eliminación de la Violencia contra la Mujer celebrado el 25 de noviembre, y con su fundación Bring the Sun In My Life—en español: Trae el sol a mi vida—. Comercialmente «Endless» alcanzó el top 10 en su país y en Eslovaquia. El último sencillo lanzado del álbum, «Wow» (2012), fue un éxito moderado en varios países. Su video musical hace referencia a múltiples cuentos de hadas y películas animadas.
Para la canción del álbum «Put Your Hands Up», un video fue subido exclusivamente al canal de Inna en YouTube en septiembre de 2011, con momentos de sus conciertos en Europa. Cuatro sencillos promocionales de I Am the Club Rocker fueron lanzados: «July», «No Limit», «Señorita» y «Moon Girl». La portada del último de ellos se volvió polémica cuando fue comparada con la imagen de la cantante estadounidense Beyoncé en su video "Why Don't You Love Me" (2010). Para una mayor promoción del disco, Inna se embarcó en su gira I Am the Club Rocker Tour (2011–12), que visitó Europa y los Estados Unidos. Durante su aparición en México, ella dio varias entrevistas para la radio y televisión.

## Lista de canciones
Créditos adaptados de las notas de I Am the Club Rocker. Todas las canciones fueron escritas y producidas por los miembros de Play & Win: Sebastian Barac, Radu Bolfea y Marcel Botezan, excepto la producción adicional de Magán en «Un Momento».
| I Am the Club Rocker – Edición internacional |                                        |          |  |
| N.º                                          | Título                                 | Duración |  |
| 1.                                           | «Un momento» (con Juan Magán)          | 3:23     |  |
| 2.                                           | «Club Rocker» (con Flo Rida)           | 3:34     |  |
| 3.                                           | «House Is Going On»                    | 3:16     |  |
| 4.                                           | «Endless»                              | 3:14     |  |
| 5.                                           | «Sun Is Up»                            | 3:43     |  |
| 6.                                           | «Wow»                                  | 3:09     |  |
| 7.                                           | «Señorita»                             | 3:16     |  |
| 8.                                           | «We're Going in the Club»              | 3:14     |  |
| 9.                                           | «July»                                 | 3:55     |  |
| 10.                                          | «No Limit»                             | 3:25     |  |
| 11.                                          | «Put Your Hands Up»                    | 3:30     |  |
| 12.                                          | «Moon Girl»                            | 3:33     |  |
| 13.                                          | «Club Rocker» (Remezcla de Play & Win) | 4:05     |  |
| Duración total: 45:33                        |                                        |          |  |

Créditos
- «Club Rocker» contiene elementos de la canción de Seight «Bass Attitude», escrita y producida por Seight.

## Posicionamiento en listas
| País            | Lista (2011–12) | Mejor posición |
| --------------- | --------------- | -------------- |
| Bélgica         | Ultratop        | 15             |
| Francia         | SNEP            | 23             |
| Japón           | Oricon          | 45             |
| México          | Top 100 México  | 8              |
| República Checa | ČNS IFPI        | 12             |

| País   | Lista (2011)   | Mejor posición |
| ------ | -------------- | -------------- |
| México | Top 100 Mexico | 99             |

## Certificaciones y ventas
| País | Certificación | Ventas |
| --- | ------------- | ------ |
| Francia (SNEP) | Ninguna       | 15 000 |
| Japón (RIAJ) | Ninguna       | 7691   |
| Polonia (ZPAV) | Oro           | 10 000 |
| *cifras de ventas basadas únicamente en la certificación ^cifras de envíos basadas únicamente en la certificación xcifras no especificadas basadas únicamente en la certificación |               |        |

## Historial de lanzamiento
| Región         | Fecha                    | Formato          | Discográfica     | Edición  |
| -------------- | ------------------------ | ---------------- | ---------------- | -------- |
| Italia         | 19 de septiembre de 2011 | Descarga digital | Roton            | Estándar |
| Canadá         | 27 de septiembre de 2011 | Descarga digital | Roton            | Estándar |
| Canadá         | 19 de marzo de 2013      | CD               | Sony             | Estándar |
| Alemania       | 23 de septiembre de 2011 | CD               | Rodeo Media      | Estándar |
| Irlanda        | 27 de septiembre de 2011 | Descarga digital | Roton            | Estándar |
| Reino Unido    | 27 de septiembre de 2011 | Descarga digital | Roton            | Estándar |
| Estados Unidos | 27 de septiembre de 2011 | Descarga digital | Roton            | Estándar |
| Polonia        | 30 de septiembre de 2011 | Descarga digital | Magic            | Estándar |
| Francia        | 24 de octubre de 2011    | CD               | Universal        | Estándar |
| Chile          | 7 de noviembre de 2011   | Descarga digital | Roton            | Estándar |
| Hungría        | 7 de noviembre de 2011   | Descarga digital | Roton            | Estándar |
| Kenia          | 7 de noviembre de 2011   | Descarga digital | Roton            | Estándar |
| Macau          | 7 de noviembre de 2011   | Descarga digital | Roton            | Estándar |
| Moldavia       | 7 de noviembre de 2011   | Descarga digital | Roton            | Estándar |
| Perú           | 7 de noviembre de 2011   | Descarga digital | Roton            | Estándar |
| Portugal       | 7 de noviembre de 2011   | Descarga digital | Roton            | Estándar |
| Rumania        | 7 de noviembre de 2011   | Descarga digital | Roton            | Estándar |
| Australia      | 11 de febrero de 2012    | Descarga digital | Central Station  | Estándar |
| Nueva Zelanda  | 11 de febrero de 2012    | Descarga digital | Central Station  | Estándar |
| Japón          | 11 de julio de 2012      | CD               | Warner           | Estándar |
| Suecia         | 11 de julio de 2012      | CD               | Warner           | Estándar |
| México         | 25 de septiembre de 2012 | Descarga digital | Mas Label • Empo | Estándar |
| México         | 25 de septiembre de 2012 | Descarga digital | Mas Label • Empo | De lujo  |